# Gold Diggers of 1933
Gold Diggers of 1933 (titulada en español como Vampiresas de 1933) es una película musical pre-code de Warner Bros. dirigida por Mervyn LeRoy con canciones de Harry Warren (música) y Al Dubin (letra), y con puesta en escena y coreografía a cargo de Busby Berkeley. Está protagonizada por Warren William, Joan Blondell, Aline MacMahon, Ruby Keeler, y Dick Powell, y cuenta con Guy Kibbee, Ned Sparks y Ginger Rogers.
La historia está basada en la obra The Gold Diggers de Avery Hopwood, que tuvo 282 representaciones en Broadway en 1919 y 1920. La obra fue convertida en película muda en 1923 por David Belasco, el productor de la obra de Broadway, como The Gold Diggers, protagonizada por Hope Hampton y Wyndham Standing, y nuevamente como talkie en 1929, dirigida por Roy Del Ruth. Esa película, Gold Diggers of Broadway, protagonizada por Nancy Welford y Conway Tearle, fue uno de los mayores éxitos de taquilla de ese año, y Gold Diggers of 1933 fue una de las películas más taquilleras de 1933. Esta versión de la obra de Hopwood fue escrita por James Seymour y Erwin S. Gelsey, con diálogo adicional de David Boehm y Ben Markson.
En 2003, la Biblioteca del Congreso seleccionó a Gold Diggers of 1933 para su conservación en el Registro Nacional de Cine de los Estados Unidos por ser «cultural, histórica o estéticamente significativa».

## Sinopsis

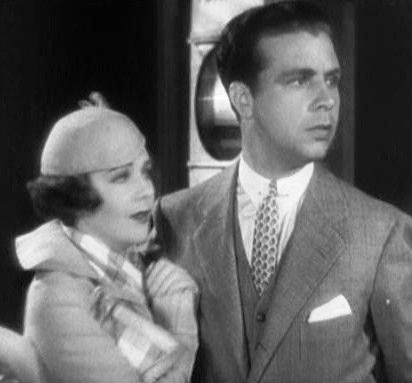
Ruby Keeler y Dick Powell.

Las «vampiresas» son cuatro aspirantes a actrices: la ingenua Polly (Ruby Keeler), la cantante de torch Carol (Joan Blondell), la comediante Trixie (Aline MacMahon), y la glamorosa Fay (Ginger Rogers).
La película fue realizada en 1933, durante la Gran Depresión y contiene numerosas referencias directas a ella. Comienza con un ensayo para un espectáculo teatral, que es interrumpido por los acreedores del productor que cierran el espectáculo debido a facturas impagas.
En el apartamento poco glamoroso que comparten tres de las cuatro actrices (Polly, Carol y Trixie), el productor, Barney Hopkins (Ned Sparks), está desesperado porque tiene todo lo que necesita para montar un espectáculo, excepto dinero. Oye a Brad Roberts (Dick Powell), el vecino de las chicas y novio de Polly, tocando el piano. Brad es un brillante compositor y cantante que no solo ha escrito la música para un programa, sino que también le ofrece a Hopkins $15 000 en efectivo para respaldar la producción. Por supuesto, todos piensan que está bromeando, pero él insiste en que habla en serio: se ofrece a respaldar el programa, pero se niega a actuar en él, a pesar de su talento y voz.
Brad llega con el dinero y el programa entra en producción, pero las chicas sospechan que debe ser un criminal, ya que es cauteloso sobre su pasado y no aparecerá en el programa, aunque claramente es más talentoso que el joven (Clarence Nordstrom) que han contratado. Sin embargo, resulta que Brad es de hecho el hijo de un millonario cuya familia no quiere que se asocie con el teatro. En la noche de apertura, para salvar el espectáculo cuando el joven no puede actuar (debido a su lumbalgia), Brad se ve obligado a interpretar el papel principal.
Con la publicidad resultante, el hermano de Brad, J. Lawrence Bradford (Warren William) y el abogado de la familia Faneuil H. Peabody (Guy Kibbee) descubren lo que está haciendo y van a Nueva York para salvarlo de ser seducido por las «vampiresas».
Lawrence identifica erróneamente a Carol como Polly, y su esfuerzo de mano dura para disuadir a la corista «barata y vulgar» de casarse con Brad comprándola le molesta tanto que Carol le sigue el juego, pero los dos se enamoran. Mientras tanto, Trixie apunta a «Fanny», el abogado, como el perfecto rico maduro para explotar. Cuando Lawrence descubre que Brad y la verdadera Polly se han casado, amenaza con anular el matrimonio, pero cede cuando Carol se niega a casarse con él si lo hace. Trixie se casa con Faneuil. Todas las «vampiresas» (excepto Fay) terminan con hombres ricos.

## Reparto

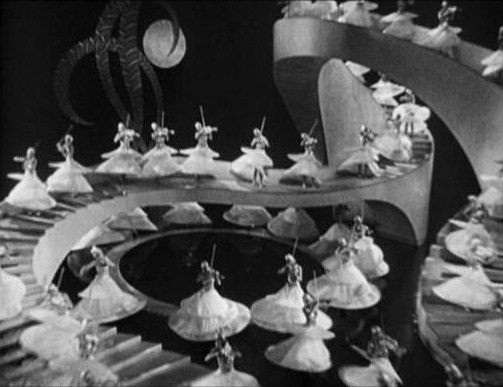
Número de producción del Waltz of the Shadows de Busby Berkeley, del avance de la película.

- Warren William como J. Lawrence Bradford;
- Joan Blondell como Carol King;
- Aline MacMahon como Trixie Lorraine;
- Ruby Keeler como Polly Parker;
- Dick Powell como «Brad Roberts» (luego Robert Treat Bradford);
- Guy Kibbee como Faneuil H. Peabody;
- Ned Sparks como Barney Hopkins;
- Ginger Rogers como Fay Fortune;
- Etta Moten como solista en Remember My Forgotten Man (sin acreditar);
- Billy Barty como el bebé en Pettin 'in the Park (sin acreditar).

Notas del reparto
Los actores de personajes Sterling Holloway y Hobart Cavanaugh aparecen en papeles pequeños, al igual que el coreógrafo Busby Berkeley, como un asistente detrás del escenario que grita «Todos en el escenario por el número de Forgotten Man». Otros miembros del elenco no acreditados incluyen a: Robert Agnew, Joan Barclay, Ferdinand Gottschalk, Ann Hovey, Fred Kelsey, Charles Lane, Wallace MacDonald, Wilbur Mack, Dennis O'Keefe, Fred Toones, Dorothy Wellman, Jane Wyman, Lynn Browning y Tammany Young.

## Producción
Gold Diggers of 1933 originalmente iba a ser llamada High Life, y George Brent fue una de los primeros pensados para el casting para el papel interpretado por Warren William.
Los primeros borradores del guion se centraron en los elementos sensuales de la historia, y los borradores posteriores gradualmente comenzaron a agregar más narrativa que se desarrollaba detrás de las escenas del programa. Cuando La calle 42 resultó ser un gran éxito, el estudio decidió convertir a Gold Diggers of 1933 en un musical.
La película fue realizada con un presupuesto estimado de $433 000 en los estudios Warner Bros. en Burbank y se estrenó en general el 27 de mayo de 1933.

## Recepción

### Taquilla
Gold Diggers of 1933 fue la película más exitosa de Warner Bros. en 1933. Según los registros de Warner Bros., la película ganó $2 202 000 en Estados Unidos y $ 1 029 000 en el extranjero.
La película obtuvo una ganancia de $1 602 530.

### Reconocimientos
En 1934, la película fue nominada al Óscar a la mejor grabación de sonido para Nathan Levinson, el director de sonido de la película.
La película fue nominada para las siguientes listas del American Film Institute:
- 2004: AFI's 100 años... 100 canciones: We're in the Money;
- 2006: AFI's 100 años de musicales.

## Números musicales
La película contiene cuatro secuencias de canciones y bailes diseñadas, escenificadas y coreografiadas por Busby Berkeley. Todas las canciones fueron escritas por Harry Warren y Al Dubin. En la película, cuando el productor Barney Hopkins escucha la música de Brad, levanta el teléfono y dice: «¡Cancela mi contrato con Warren y Dubin!».
We're in the Money es cantada por Ginger Rogers acompañada de coristas escasamente vestidas que bailan con monedas gigantes. Rogers canta un verso en pig latin. Durante el rodaje, Berkeley escuchó a Rogers hablando en pig latin e inmediatamente decidió agregar un verso del mismo a la canción.
Pettin 'in the Park es cantada por Ruby Keeler y Dick Powell. Incluye un claqué de Keeler y una secuencia surrealista con el actor enano Billy Barty como un bebé que se escapa de su cochecito. Durante el número, las mujeres quedan atrapadas en una tormenta y van detrás de una pantalla retroiluminada para quitarse la ropa mojada, mostrando sus siluetas. Luego aparecen con prendas de metal, que frustran los intentos de los hombres de quitárselas, hasta que Billy Barty le da a Dick Powell un abrelatas. Este número fue planeado originalmente para finalizar la película.
Powell y Keeler cantan The Shadow Waltz. Aquí se presenta un baile de Keeler, Rogers y muchas violinistas con violines con tubos de neón que brillan en la oscuridad. Berkeley tuvo la idea de este número de un acto de vodevil que vio una vez: el neón de los violines fue una ocurrencia tardía. El 10 de marzo, el terremoto de Long Beach sucedió mientras se filmaba este número:

[esto] causó un apagón y cortocircuito algunos de los violines que bailaban. Berkeley casi salió disparado del brazo de la cámara, colgando de una mano hasta que pudo volver a levantarse. A las chicas, muchas de las cuales estaban en una plataforma de 30 pies (9,1 m) de altura, les gritaron que se sentaran hasta que los técnicos pudieran abrir las puertas del estudio de sonido y dejar entrar algo de luz.

Remember My Forgotten Man es interpretada por Joan Blondell, con un solo vocal destacado de Etta Moten, quien también dobló la voz cantante de Blondell al final del número, y presenta sets influenciados por el expresionismo alemán y una cruda evocación de la pobreza de la época de la Depresión. Berkeley se inspiró en la marcha de los veteranos de guerra de mayo de 1932 en Washington D. C. y el discurso de FDR sobre el Forgotten man del mismo año. Cuando terminó el número, Jack L. Warner y Darryl F. Zanuck (el jefe de producción del estudio) quedaron tan impresionados que ordenaron que se trasladara al final de la película, desplazando a Pettin 'in the Park.
Se filmó un número de producción adicional, pero fue cortado antes del lanzamiento: I've Got to Sing a Torch Song debía haber sido cantado por Ginger Rogers, pero en cambio aparece en la película cantada por Dick Powell cerca del principio.

## Censura
Según Sin in Soft Focus: Pre-Code Hollywood de Mark A. Vieira, Gold Diggers of 1933 fue una de las primeras películas estadounidenses realizadas y distribuidas con metraje alternativo para eludir los problemas de censura estatal. Busby Berkeley, el coreógrafo y director de los números musicales, utilizó los lujosos números de producción como un escaparate de la anatomía femenina que era a la vez «lírica y lasciva». Pettin 'in the Park y We're in the Money son excelentes ejemplos de esto. Las juntas estatales de censura se habían vuelto tan problemáticas que varios estudios comenzaron a filmar versiones ligeramente diferentes de escenas censurables. De esta forma, cuando se editaba una película, los carretes «atenuados» se etiquetaban según el distrito. Una versión podría enviarse a la ciudad de Nueva York, otra al sur y otra al Reino Unido.
Vieira informa que la película tuvo dos finales diferentes: en uno, el complicado romance entre Warren William y Joan Blondell, a quien llama «barata y vulgar», se resuelve entre bastidores después del número de Forgotten Man. En un final alternativo, esta escena nunca se lleva a cabo y la película termina con el número.